# Australasian Championships 1908
Die 4. Australasian Championships 1908 waren ein Tennis-Rasenplatzturnier der Klasse Grand Slam. Es fand vom 7. Dezember bis 12. Dezember 1908 in Sydney, Australien statt.

## Herreneinzel
Fred Alexander gewann gegen  Alfred Dunlop, mit 3:6, 3:6, 6:0, 6:2, 6:3.

## Herrendoppel
Fred Alexander und  Alfred Dunlop gewannen gegen  Granville G. Sharp  und  Anthony Wilding, mit 6:3, 6:2, 6:1.